# Billy-sur-Oisy
 Billy-sur-Oisy  es una población y comuna francesa, situada en la región de Borgoña, departamento de Nièvre, en el distrito de Clamecy y cantón de Clamecy.

## Demografía
| 484 | 464 | 427 | 389 | 392 | 400 |
| Para los censos de 1962 a 1999 la población legal corresponde a la población sin duplicidades (Fuente: INSEE [Consultar]) |     |     |     |     |     |